# Arrouquelas
Arrouquelas é uma povoação portuguesa sede da Freguesia de Arrouquelas do Município de Rio Maior, freguesia com 27,81 km² de área e 634 habitantes (censo de 2021), tendo, por isso, uma densidade populacional de 22,8 hab./km².
A freguesia foi criada em 1962 pelo decreto lei nº 44.192 de 19 de Fevereiro de 1962, com lugares desanexados da Freguesia de São João da Ribeira.
A freguesia de Arrouquelas está ligada à origem da Feira de Rio Maior, tendo sido na aldeia de Arrouquelas que foi instituída a primeira feira do concelho.
Após a prolongada e dura guerra da Restauração e expulsão dos espanhóis, os circuitos económicos portugueses estavam gravemente afectados, desorganizando a vida agrícola e comercial de várias regiões. Era necessário que os centros populacionais despertassem, contribuindo para o reequilíbrio económico do País.
Em muitos casos, a solução foi a venda de novidades agrícolas atraindo mercadores de várias regiões, próximas ou mesmo afastadas.
Outra solução foi a celebração de festas religiosas igrejas, capelas ou ermidas. É aqui que se enquadra a petição dos juízes da Irmandade de Nossa Senhora de Arrouquelas, solicitando autorização para a criação de uma feira a 15 de setembro, com o intuito de poderem completar a obra da igreja e adquirir ornamentos. A 23 de outubro de 1674 foi concedido o alvará.
A feira de Arrouquelas até 1739, ano em que Rio Maior solicitou a D. João V alvará para a criação da sua feira, o que aconteceria logo no ano seguinte, substituindo a feira de Arrouquelas.
A freguesia de Arrouquelas, com sede na aldeia do mesmo nome, foi criada por decreto de 19 de fevereiro de 1962, depois de ser desmembrada de freguesia de São João da Ribeira.
A data de construção da igreja não se encontra devidamente esclarecida, havendo quem aponte o final da mesma para o ano de 1869, inscrição existente num relógio de sol que se encontra no recinto da igreja.  No seu interior relevam-se os azulejos seiscentistas de algum mérito e a imagem de Nossa Senhora da Encarnação, oferecida pelos militares arrouquelenses que regressaram a salvo da I Guerra Mundial.

## Demografia
A população registada nos censos foi:
| Distribuição da População por Grupos Etários | Distribuição da População por Grupos Etários | Distribuição da População por Grupos Etários | Distribuição da População por Grupos Etários | Distribuição da População por Grupos Etários |
| -------------------------------------------- | -------------------------------------------- | -------------------------------------------- | -------------------------------------------- | -------------------------------------------- |
| Ano                                          | 0-14 Anos                                    | 15-24 Anos                                   | 25-64 Anos                                   | > 65 Anos                                    |
| 2001                                         | 65                                           | 66                                           | 324                                          | 153                                          |
| 2011                                         | 53                                           | 54                                           | 286                                          | 198                                          |
| 2021                                         | 55                                           | 56                                           | 297                                          | 226                                          |

## Atividades económicas
Agricultura, destilaria de aguardente, lagares de azeite e pequeno comércio.

## Patrimo cultural e edificado
- Igreja matriz
- Relógio de sol
- Fonte da igreja

## Outros locais de interesse turístico
- Fonte da Breja
- Fonte da Portelinha
- Fonte do pote
- Fonte da igreja

## Gastronomia
Carne de porco (tachada)

## Artesanato
Tapeçaria (tipo Arraiolos)

## Colectividades
- Associação Recreativa Cultural de Arrouquelas
- Associação de Caçadores de Arrouquelas
- H2O - Associação de Jovens de Arrouquelas
- Associação de Cicloturismo de Arrouquelas
- Salpiquete